# ボイル郡 (ケンタッキー州)
ボイル郡（英: Boyle County）は、アメリカ合衆国ケンタッキー州の中央部に位置する郡である。2010年国勢調査での人口は28,432人であり、2000年の27,697人から2.7％増加した。郡庁所在地はダンビル市（人口16,218人）であり、同郡で人口最大の都市でもある。1842年に設立され、郡名はケンタッキー州選出アメリカ合衆国下院議員、ケンタッキー州控訴裁判所主席判事を務め、後には連邦裁判所ケンタッキー州地区判事になったジョン・ボイルに因んで名付けられた。
ボイル郡はダンビル小都市圏に属している。

## 歴史
1820年、ケーシー郡の一部、現在はケンタッキー州道300号線より南の地域がマーサー郡に併合された。この地域は、1842年2月15日にリンカーン郡とマーサー郡の一部を合わせてボイル郡が設立されたときに、ボイル郡に付け加えられた。郡名はケンタッキー州控訴裁判所主席判事と連邦裁判所ケンタッキー州地区判事を務めたジョン・ボイルに因んで名付けられた。
南北戦争中の1862年10月8日、郡内で南軍のミシシッピ軍と北軍のオハイオ軍の間にペリービルの戦いが戦われた。この戦闘の犠牲者は両軍合わせて7,407人に上った。

## 地理
アメリカ合衆国国勢調査局に拠れば、郡域全面積は182.99平方マイル (473.9 km2)であり、このうち陸地181.90平方マイル (471.1 km2)、水域は1.09平方マイル (2.8 km2)で水域率は0.60％である。

### 主要高規格道路
| - アメリカ国道68号線 - アメリカ国道127号線 - アメリカ国道150号線 | - ケンタッキー州道33号線 - ケンタッキー州道34号線 - ケンタッキー州道37号線 - ケンタッキー州道52号線 - ケンタッキー州道300号線 |

### 隣接する郡
- マーサー郡 - 北
- ゲアリド郡 - 東
- リンカーン郡 - 南東
- ケーシー郡 - 南
- マリオン郡 - 南西
- ワシントン郡 - 北西

## 人口動態
以下は2000年国勢調査による人口統計データである。
| 基礎データ - 人口: 27,697人 - 世帯数: 10,574 世帯 - 家族数: 7,348 家族 - 人口密度: 59人/km2（152人/mi2） - 住居数: 11,418軒 - 住居密度: 24軒/km2（63軒/mi2） 人種別人口構成 - 白人: 87.77% - アフリカン・アメリカン: 9.68% - ネイティブ・アメリカン: 0.19% - アジア人: 0.56% - 太平洋諸島系: 0.03% - その他の人種: 0.65% - 混血: 1.12% - ヒスパニック・ラテン系: 1.44% 年齢別人口構成 - 18歳未満: 22.7% - 18-24歳: 11.0% - 25-44歳: 28.6% - 45-64歳: 23.7% - 65歳以上: 14.1% - 年齢の中央値: 37歳 - 性比（女性100人あたり男性の人口） - 総人口: 98.3 - 18歳以上: 96.0 | 世帯と家族（対世帯数） - 18歳未満の子供がいる: 31.0% - 結婚・同居している夫婦: 53.7% - 未婚・離婚・死別女性が世帯主: 12.5% - 非家族世帯: 30.5% - 単身世帯: 27.1% - 65歳以上の老人1人暮らし: 12.1% - 平均構成人数 - 世帯: 2.38人 - 家族: 2.87人 収入と家計 - 収入の中央値 - 世帯: 35,241米ドル - 家族: 42,699米ドル - 性別 - 男性: 33,411米ドル - 女性: 23,635米ドル - 人口1人あたり収入: 18,288米ドル - 貧困線以下 - 対人口: 11.9% - 対家族数: 9.1% - 18歳未満: 15.8% - 65歳以上: 12.1% |

## 都市と町
| - ダンビル - 郡庁所在地 - ペリービル - ジャンクションシティ - フォークランド | - ミッチェルズバーグ - パークスビル - アトカ |

## 教育

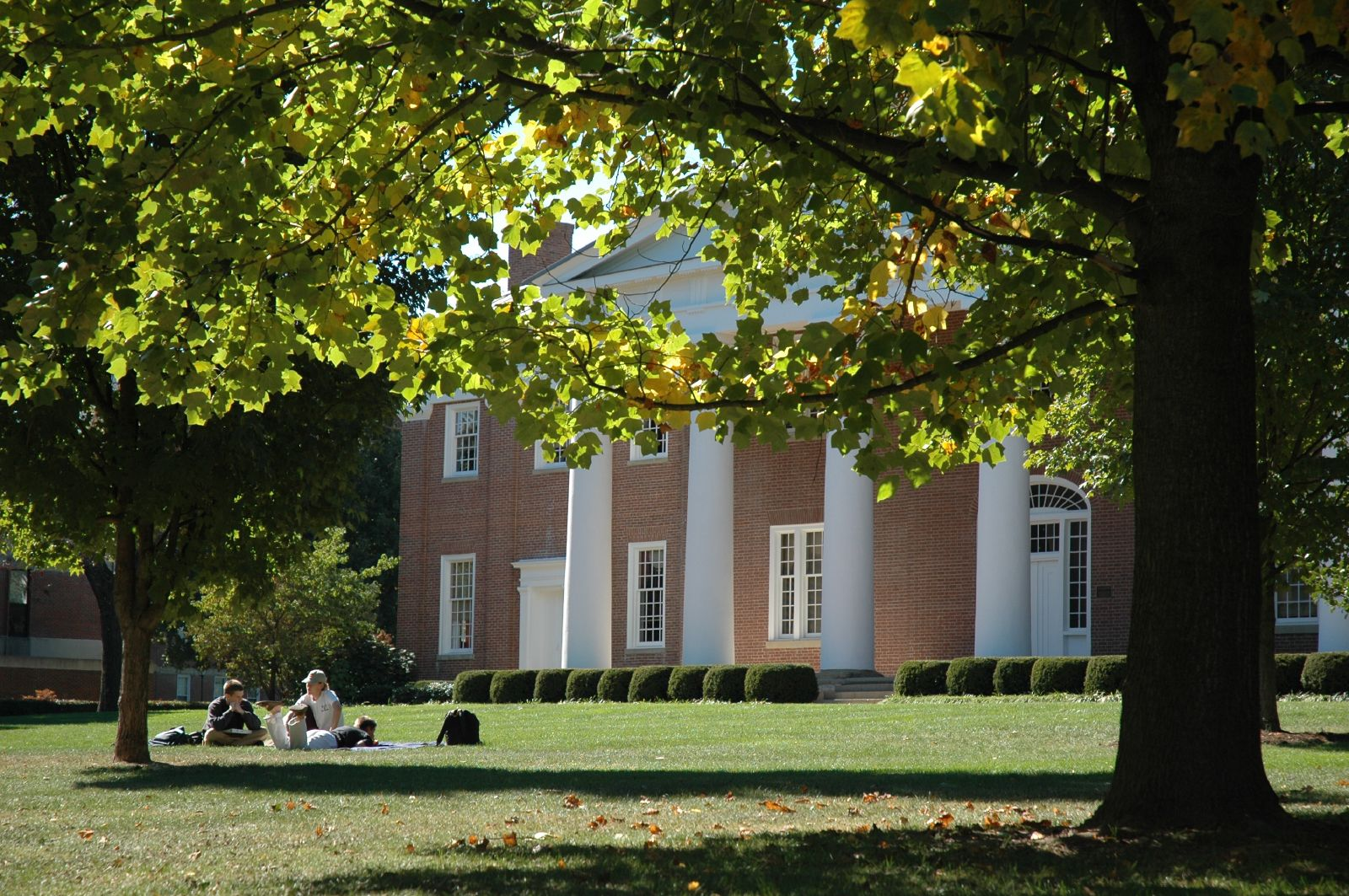
センター・カレッジ

### 公共教育学区
- ボイル郡教育学区はダンビル市を除くボイル郡全ての公共教育を管轄する学区であり、小学校3校、中学校1校、高校1校がある
- ダンビル教育学区はダンビル市を管轄し、小学校3校、中学校1校、高校1校がある
- ケンタッキー州聾学校は州内の聴覚障害と難聴の児童を教育しており、小学校から高校までの課程を教えている。

### 私立学校
- ダンビル・クリスチャン・アカデミー[4]
- ダンビル・モンテッソリ学校[5]

### 高等教育機関
- センター・カレッジは全国的に認められた教養系カレッジであり、ダンビル市にある

以下のカレッジと大学はボイル郡にキャンパスがある。
- ブルーグラス・コミュニティ工科カレッジ
- 東ケンタッキー大学
- ミッドウェイ・カレッジ
- ナショナル・カレッジ